# Bahnhof Frankfurt (Oder)
Bahnhof Frankfurt (Oder) , más néven Frankfurt (Oder) Pbf, Frankfurt (Oder) vasúti határállomás Németországban, Frankfurt városban a lengyel határ közelében.
Brandenburg tartomány egyik legfontosabb vasútállomása. Az állomás a távolsági és a helyi személyszállítást egyaránt kiszolgálja, és 1945 óta Lengyelország határállomása. Az állomást többször jelentősen átalakították. A jelenlegi állomástól északra, az első frankfurti vasútállomás helyén álló épület műemléki védettség alatt áll, akárcsak az állomás előkertjében található, vasúti lakótelepként épült Kiliansberg lakótelep, ahol az első világháborúban elesett vasutasok emlékműve áll.
Utasforgalma alapján a német vasútállomás-kategóriák közül a második csoportba tartozik.
Az állomás 1842-ben nyílt meg.

## Vasútvonalak
Az állomást az alábbi vasútvonalak érintik:
- Berlin–Wrocław-vasútvonal
- Eberswalde–Frankfurt (Oder)-vasútvonal
- Frankfurt (Oder)–Poznań-vasútvonal
- Küstrin-Kietz–Frankfurt-vasútvonal
- Cottbus–Frankfurt (Oder)-vasútvonal

## Forgalom
Az állomást 2024-ben az alábbi járatok érintették:
| Járat              | Útvonal | Útvonal | Útvonal | Gyakoriság              | Operátor                         |
| ------------------ | --- | --- | --- | ----------------------- | -------------------------------- |
| EC 95              | Berlin-Warszawa-Express: Berlin Hbf – Frankfurt (Oder) – Poznań Główny – Konin – Warszawa Centralna – Warszawa Wschodnia                                                                       | Berlin-Warszawa-Express: Berlin Hbf – Frankfurt (Oder) – Poznań Główny – Konin – Warszawa Centralna – Warszawa Wschodnia                                                                       | Berlin-Warszawa-Express: Berlin Hbf – Frankfurt (Oder) – Poznań Główny – Konin – Warszawa Centralna – Warszawa Wschodnia                                                                       | 3–5 vonatpár            | DB Fernverkehr, PKPIC            |
| EC 95              | Berlin-Gdynia-Express: Berlin Hbf – Frankfurt (Oder) – Poznań Główny – Gniezno – Inowrocław – Bydgoszcz Gł. – Gdańsk Gł. – Gdynia Głowna                                                       | Berlin-Gdynia-Express: Berlin Hbf – Frankfurt (Oder) – Poznań Główny – Gniezno – Inowrocław – Bydgoszcz Gł. – Gdańsk Gł. – Gdynia Głowna                                                       | Berlin-Gdynia-Express: Berlin Hbf – Frankfurt (Oder) – Poznań Główny – Gniezno – Inowrocław – Bydgoszcz Gł. – Gdańsk Gł. – Gdynia Głowna                                                       | egy vonatpár            | DB Fernverkehr, PKPIC            |
| EC 95              | Wawel: Berlin Hbf – Frankfurt (Oder) – Zielona Góra Gl. – Legnica – Wrocław Gł. – Opole Gł. – Gliwice – Zabrze – Katowice – Kraków Gł.                                                         | Wawel: Berlin Hbf – Frankfurt (Oder) – Zielona Góra Gl. – Legnica – Wrocław Gł. – Opole Gł. – Gliwice – Zabrze – Katowice – Kraków Gł.                                                         | Wawel: Berlin Hbf – Frankfurt (Oder) – Zielona Góra Gl. – Legnica – Wrocław Gł. – Opole Gł. – Gliwice – Zabrze – Katowice – Kraków Gł.                                                         | egy vonatpár            | DB Fernverkehr, PKPIC            |
| NJ                 | Berlin-Charlottenburg – Berlin Hbf – Frankfurt (Oder) – Zielona Góra Gł. – Głogów – Lubin – Legnica – Wrocław Główny                                                                           | – Opole Gł. – Bohumín – Ostrava hl.n. – Břeclav | – Wien Hbf | egy vonatpár            | DB Fernverkehr, PKPIC, ÖBB       |
| EN                 | Berlin-Charlottenburg – Berlin Hbf – Frankfurt (Oder) – Zielona Góra Gł. – Głogów – Lubin – Legnica – Wrocław Główny                                                                           | – Opole Gł. – Bohumín – Ostrava hl.n. – Břeclav | – Bratislava hl.st. – Budapest-Keleti | egy vonatpár            | DB Fernverkehr, PKPIC, ZSSK, MÁV |
| RE 1               | (Cottbus – Guben – Eisenhüttenstadt –) Frankfurt (Oder) – Fürstenwalde (Spree) – Erkner – Berlin – Potsdam – Werder (Havel) – Brandenburg (– Genthin – Güsen – Burg (b Magdeburg) – Magdeburg) | (Cottbus – Guben – Eisenhüttenstadt –) Frankfurt (Oder) – Fürstenwalde (Spree) – Erkner – Berlin – Potsdam – Werder (Havel) – Brandenburg (– Genthin – Güsen – Burg (b Magdeburg) – Magdeburg) | (Cottbus – Guben – Eisenhüttenstadt –) Frankfurt (Oder) – Fürstenwalde (Spree) – Erkner – Berlin – Potsdam – Werder (Havel) – Brandenburg (– Genthin – Güsen – Burg (b Magdeburg) – Magdeburg) | 20 / 30 / 60 percenként | Ostdeutsche Eisenbahn            |
| RE 10              | Frankfurt (Oder) – Eisenhüttenstadt – Guben – Peitz Ost – Cottbus – Calau – Finsterwalde (NL) – Falkenberg (Elster) – Torgau – Eilenburg – Leipzig Hbf                                         | Frankfurt (Oder) – Eisenhüttenstadt – Guben – Peitz Ost – Cottbus – Calau – Finsterwalde (NL) – Falkenberg (Elster) – Torgau – Eilenburg – Leipzig Hbf                                         | Frankfurt (Oder) – Eisenhüttenstadt – Guben – Peitz Ost – Cottbus – Calau – Finsterwalde (NL) – Falkenberg (Elster) – Torgau – Eilenburg – Leipzig Hbf                                         | 120 percenként          | DB Regio Nordost                 |
| RB 43              | Frankfurt (Oder) – Eisenhüttenstadt – Guben – Peitz Ost – Cottbus – Calau – Finsterwalde (NL) – Doberlug-Kirchhain – Falkenberg (Elster)                                                       | Frankfurt (Oder) – Eisenhüttenstadt – Guben – Peitz Ost – Cottbus – Calau – Finsterwalde (NL) – Doberlug-Kirchhain – Falkenberg (Elster)                                                       | Frankfurt (Oder) – Eisenhüttenstadt – Guben – Peitz Ost – Cottbus – Calau – Finsterwalde (NL) – Doberlug-Kirchhain – Falkenberg (Elster)                                                       | 120 percenként          | DB Regio Nordost                 |
| RB 36              | Frankfurt (Oder) – Beeskow – Storkow (Mark) – Königs Wusterhausen | Frankfurt (Oder) – Beeskow – Storkow (Mark) – Königs Wusterhausen | Frankfurt (Oder) – Beeskow – Storkow (Mark) – Königs Wusterhausen | 060 percenként          | Niederbarnimer Eisenbahn         |
| RB 60              | Frankfurt (Oder) – Seelow (Mark) – Werbig – Wriezen – Bad Freienwalde – Eberswalde | Frankfurt (Oder) – Seelow (Mark) – Werbig – Wriezen – Bad Freienwalde – Eberswalde | Frankfurt (Oder) – Seelow (Mark) – Werbig – Wriezen – Bad Freienwalde – Eberswalde | 120 percenként          | Niederbarnimer Eisenbahn         |
| RB 91              | Frankfurt (Oder) – Rzepin – Zielona Góra | Frankfurt (Oder) – Rzepin – Zielona Góra | Frankfurt (Oder) – Rzepin – Zielona Góra | bizonyos vonatok        | Polregio                         |
| 2023. december 10. | | | |                         |                                  |

Az RE 10 és az RB 43 járatok Frankfurt (Oder) és Cottbus között óránként átfedésben vannak.

## Kapcsolódó állomások
A vasútállomáshoz az alábbi állomások vannak a legközelebb:
- Frankfurt (Oder)-Rosengarten station (Magdeburg Hauptbahnhof, RE 1)
- Frankfurt (Oder)-Neuberesinchen (Königs Wusterhausen állomás, Cottbus–Frankfurt (Oder)-vasútvonal, RB 36)
- Kunowice-Frankfurt border crossing
- Kraftwerk Finkenheerd (Berlin–Wrocław-vasútvonal)
- Seelow (Mark) station (Eberswalde Central Station, RB 60)
- Kraftwerk Finkenheerd (2022. december 11. – , Falkenberg (Elster), RB 43)
- Kraftwerk Finkenheerd (2022. december 11. – , Leipzig Hauptbahnhof, RE 10)
- Rzepin (Warszawa Wschodnia, Berlin-Warszawa-Express)
- Berlin Ostbahnhof (Long-distance and regional railway station Berlin-Hauptbahnhof, Berlin-Warszawa-Express)
- Eisenhüttenstadt station (Cottbus Hauptbahnhof, RE 1)
- Fürstenwalde (Spree) station (Magdeburg Hauptbahnhof, Brandenburg, RE 1)